# Nordic 4
O Nordic 4 (antigo Campeonato Dinamarquês de Fórmula 4) é uma categoria de fórmula baseada e disputada na Dinamarca desde 2017, nos regulamentos da Fórmula 4.  

## História
Em setembro de 2016, a Dansk Automobil Sports Union (DASU) anunciou que introduziria a Fórmula 4 na Dinamarca, sendo seguido do anuncio oficial da categoria, no dia 6 de novembro de 2016. A categoria compreenderia sete etapas, sendo disputadas em apoio da DTC, do Superturismo Turbo Dinamarquês e do Campeonato Dinamarquês de Endurance.
Os carros da Fórmula 4 Dinamarquesa compartilham a pista com os carros da Fórmula 5 Dinamarquesa (Fórmula Ford), mas, receberiam classificações diferentes. De 2019 em diante, os carros da Fórmula 5 seriam classificados junto dos carros da Fórmula 4, porém, manteriam campeonatos diferentes.
No final de 2023, a categoria anunciou que mudaria seu nome para Nordic 4 na temporada de 2024.

## Carro
A Nordic 4, como categoria monomarca, utiliza somente um modelo de carro. O M14-F4, que é produzido pela francesa Mygale, sendo um monocoque em fibra de carbono, propulsado por um motor Renault F4R 2.0L 4-cil, gerando 162 cv (119 kW), acoplado a uma transmissão Sadev SL75-14, semiautomática de seis velocidades e calçando pneus Pirelli.

## Campeões

### Pilotos
| Temporadas                          | Pilotos                             | Equipes                             | Corridas                            | Poles                               | Vitórias                            | Pódios                              | Voltas Mais Rápidas                 | Pontos                              | Margens                             |
| Campeonato Dinamarquês de Fórmula 4 | Campeonato Dinamarquês de Fórmula 4 | Campeonato Dinamarquês de Fórmula 4 | Campeonato Dinamarquês de Fórmula 4 | Campeonato Dinamarquês de Fórmula 4 | Campeonato Dinamarquês de Fórmula 4 | Campeonato Dinamarquês de Fórmula 4 | Campeonato Dinamarquês de Fórmula 4 | Campeonato Dinamarquês de Fórmula 4 | Campeonato Dinamarquês de Fórmula 4 |
| ----------------------------------- | ----------------------------------- | ----------------------------------- | ----------------------------------- | ----------------------------------- | ----------------------------------- | ----------------------------------- | ----------------------------------- | ----------------------------------- | ----------------------------------- |
| 2017                                | Daniel Lundgaard                    | Lundgaard Racing                    | 21                                  | 8                                   | 7                                   | 16                                  | 7                                   | 368                                 | 48                                  |
| 2018                                | Casper Tobias Hansen                | FSP                                 | 24                                  | 5                                   | 13                                  | 19                                  | 13                                  | 461                                 | 119                                 |
| 2019                                | Malthe Jakobsen                     | FSP                                 | 24                                  | 6                                   | 11                                  | 18                                  | 6                                   | 428                                 | 78                                  |
| 2020                                | Conrad Laursen                      | FSP                                 | 9                                   | 0                                   | 2                                   | 7                                   | 0                                   | 151                                 | 18                                  |
| 2021                                | Mads Hoe                            | Mads Hoe Motorsport                 | 18                                  | 2                                   | 4                                   | 14                                  | 2                                   | 299                                 | 56                                  |
| 2022                                | Julius Dinesen                      | STEP Motorsport                     | 18                                  | 2                                   | 4                                   | 12                                  | 4                                   | 278                                 | 5                                   |
| 2023                                | Mikkel Gaarde Pedersen              | BAR                                 | 18                                  | 2                                   | 6                                   | 11                                  | 6                                   | 279                                 | 4                                   |
| Campeonato Nordic 4                 |                                     |                                     |                                     |                                     |                                     |                                     |                                     |                                     |                                     |
| 2024                                | Mathias Bjerre Jakobsen             | STEP Motorsport                     | 21                                  | 4                                   | 12                                  | 17                                  | 10                                  | 399                                 | 78                                  |

### Equipes
| Temporadas | Equipes             | Pilotos | Poles | Vitórias | Pódios | Voltas Mais Rápidas | Pontos | Margens |
| ---------- | ------------------- | ------- | ----- | -------- | ------ | ------------------- | ------ | ------- |
| 2017       | Vesti Motorsport    | 5       | 5     | 11       | 27     | 8                   | 686    | 216     |
| 2018       | FSP                 | 3       | 6     | 15       | 33     | 16                  | 701    | 359     |
| 2019       | FSP                 | 3       | 6     | 13       | 26     | 8                   | 679    | 329     |
| 2020       | FSP                 | 3       | 0     | 7        | 16     | 7                   | 405    | 320     |
| 2021       | Mads Hoe Motorsport | 3       | 4     | 4        | 19     | 3                   | 404    | 318     |
| 2022       | STEP Motorsport     | 3       | 3     | 4        | 18     | 7                   | 477    | 42      |
| 2023       | STEP Motorsport     | 3       | 0     | 0        | 17     | 2                   | 344    | 65      |
| 2024       | STEP Motorsport     | 5       | 5     | 14       | 29     | 12                  | 712    | 312     |

### Estreantes
| Temporadas | Pilotos                | Equipes         |
| ---------- | ---------------------- | --------------- |
| 2018       | Malthe Jakobsen        | FSP             |
| 2019       | Ali Largim             | FSP             |
| 2020       | Conrad Laursen         | FSP             |
| 2021       | Noah Strømsted         | FSP             |
| 2022       | Julius Dinesen         | STEP Motorsport |
| 2023       | Mikkel Gaarde Pedersen | BAR             |
| 2024       | Sebastian Bach         | STEP Motorsport |

### Fórmula 5
| Temporadas | Pilotos               | Equipes             | Corridas | Poles | Vitórias | Pódios | Voltas Mais Rápidas | Pontos | Margens |
| ---------- | --------------------- | ------------------- | -------- | ----- | -------- | ------ | ------------------- | ------ | ------- |
| 2017       | Aske Nygaard Bramming | FSP                 | 21       | 3     | 8        | 19     | 8                   | 368    | 48      |
| 2018       | Mads Hoe              | Mads Hoe Motorsport | 24       | 4     | 13       | 19     | 15                  | 477    | 39      |
| 2019       | Lucas Daugaard        | Daugaard Racing     | 24       | 7     | 22       | 24     | 23                  | 203    | 124     |
| 2020       | Mads Hoe              | Mads Hoe Motorsport | 9        | 2     | 6        | 7      | 8                   | 165    | 20      |
| 2021       | Mads Hoe              | Mads Hoe Motorsport | 18       | 1     | 15       | 14     | 2                   | 299    | 56      |
| 2022       | Mille Hoe             | Mads Hoe Motorsport | 18       | 0     | 8        | 17     | 0                   | 363    | 163     |
| 2023       | Oliver Kratsch        | Mads Hoe Motorsport | 18       | 0     | 7        | 15     | 6                   | 316    | 12      |
| 2024       | Mads Hoe              | Mads Hoe Motorsport | 21       | 7     | 19       | 19     | 19                  | 475    | 155     |

## Circuitos
- Em negrito, os circuitos utilizados na temporada 2025

| Circuitos               | Etapas | Anos      |
| ----------------------- | ------ | --------- |
| Jyllandsringen          | 17     | 2017–hoje |
| Padborg Park            | 16     | 2017–hoje |
| Ring Djursland          | 11     | 2017–hoje |
| Rudskogen Motorpark     | 1      | 2018      |
| Kinnekulle Ring         | 1      | 2019      |
| Autódromo de Sturup     | 1      | 2022      |
| Autódromo de Anderstorp | 1      | 2023      |
| Karlskoga Motorstadion  | 1      | 2023–hoje |
| Falkenbergs Motorbana   | 1      | 2024      |